# 宛如冰雪融化的河流
《宛如冰雪融化的河流》（日语：雪どけのあの川の流れのように）是三枝夕夏 IN db的第20张单曲唱片。于2008年2月27日由GIZA studio发行。

## 作品
本单曲是三枝夕夏 IN db在2008年发行的第1张单曲，距离上一张单曲发行已有大约4个月。本曲是电视动画《名侦探柯南》第491集－第504集的片尾曲，同时也是三枝夕夏 IN db主唱的最后一首《名侦探柯南》主题曲。另外，本曲也被用作千叶电视台节目《MU-GEN》2008年2月度的片头曲。
本单曲唱片除了收录标题曲之外，还收录了爱内里菜和三枝夕夏共同主唱的《名侦探柯南：绀碧之棺》主题曲《宛如横渡七海的风》的叙事曲版本。同时初回限定盘还额外收录了一张特典DVD光盘。

## 收录曲
1. 宛如冰雪融化的河流（雪どけのあの川の流れのように）
  - 作词、作曲、主唱：三枝夕夏，编曲：叶山武
2. 宛如横渡七海的风 -Ballad Version-（ -Ballad Version-）
  - 作词、主唱：爱内里菜&三枝夕夏，作曲：大野爱果，编曲：池田大介
3. 宛如冰雪融化的河流（TV Version）
4. 宛如冰雪融化的河流 -Instrumental-

## 收录专辑
| 曲名                                                       | 收录专辑      | 發售日         |
| ---------------------------------------------------------- | ------------- | -------------- |
|                                                            | 《》          | 2009年11月25日 |
| 《U-ka saegusa IN db Final Best》                          | 2010年1月13日 |                |
| 《THE BEST OF DETECTIVE CONAN 3 ～名侦探柯南 主题曲集3～》 | 2008年8月6日  |                |